# نادي الرجاء السرغيني
الرجاء السرغيني هو نادي كرة قدم مغربي من مدينة قلعة السراغنة.